# Si près du but
Si près du but est le trente-quatrième épisode du feuilleton télévisé Prison Break. C'est le douzième épisode de cette deuxième saison.

## Résumé
L'épisode fait directement suite au précédent. Sous le regard stupéfait de Lincoln, Michael, bouleversé, annonce qu'il a déjà vu leur père. Celui-ci tente de s'expliquer mais Michael le tient à distance. Les quatre hommes s'éloignent de la cabane. Lors d'un flashback, on revoit Michael enfant. Un homme, le visage caché, le jette dans une petite pièce dépourvue de lumière. De retour au présent, Michael, les larmes aux yeux, raconte à Lincoln qu'à la mort de leur mère, Lincoln étant dans un centre pour jeunes délinquants, il a dû être placé chez un père nourricier. Cet homme l'a brutalisé en le punissant et en l'enfermant. 
Lors d'un nouveau flashback, il explique qu'il a pu s'habituer peu à peu à l'obscurité et utiliser tous les moyens (clou etc.) à sa disposition pour s'échapper. Mais ce fut un échec et on revoit l'homme au visage caché le frapper violemment. Lincoln croit immédiatement que c'est son père mais un nouveau flashback le détrompe. Aldo Burrows a assassiné l'homme qui brutalisait son fils et l'a délivré sans lui révéler sa véritable identité. Seulement Michael a vu le corps de l'homme baignant dans son sang, ce qui l'a épouvanté. Aldo Burrows est donc l'homme dont Michael parlait lors de sa confession au début de Bolshoi Booze (2x11).
Pendant ce temps, l'agent Mahone est parvenu au point donné par les nombres de Bolshoi Booze, il parcourt le chemin et découvre la cabane de l'Bolshoi Booze (2x11). À l'intérieur, il remarque une chaise avec une corde ainsi que des traces de sang. Intrigué, il découvre également les fioles d'huile pour moulinet. Un homme ayant marché dans les flaques de sang, Mahone décide de suivre les traces de pas.
Plus tard, tout en marchant, Michael explique à son père qu'il est resté six mois avec le père nourricier. Il est furieux et demande à son père pourquoi il n'est pas venu le chercher plus tôt. On apprend que les services sociaux l'ont placé dans plusieurs familles différentes. Aldo se justifie en expliquant qu'il les a laissés pour les protéger, répétant ainsi ce qu'il avait déjà dit à Lincoln dans l'épisode La Clé. Mais Michael refuse de lui pardonner et continue son chemin. Aldo lui révèle alors qu'il existe un enregistrement qui peut tout arranger, qui peut sauver Lincoln (précédemment cité dans Bolshoi Booze (2x11)). Lincoln apprend à Michael stupéfait que c'est Sara qui le détient. Michael révèle alors qu'il ignore où se trouve Sara mais qu'il peut la contacter au moyen d'un téléphone portable. Sucre essaie de les raisonner en rappelant qu'ils n'ont que deux heures pour arriver jusqu'à l'avion et que Michael peut appeler du Panama la jeune femme. Soudain, l'agent Mahone surgit au loin et commence à leur tirer dessus. Ils se réfugient derrière des rochers puis s'élancent en courant vers la voiture, Aldo les couvrant avec son revolver. Ils réussissent à s'échapper mais dans la bataille, Aldo a été grièvement touché.
Dans la voiture qui les conduit vers la piste d'atterrissage, Aldo sentant sa fin prochaine redemande pardon à ses fils de les avoir abandonnés. Il les adjure de retrouver Sara Tancredi, la seule qui pourrait tous les sauver. Sur le siège avant, Lincoln garde le silence mais contient difficilement son émotion. Il fixe son père dans le rétroviseur tandis que Michael ne peut retenir ses larmes. 
Sara est toujours sous l'eau dans la baignoire, au bord de la noyade. Kellerman sort ses affaires (scie, plastique) et attend sa mort dans la chambre pour pouvoir la découper (comme Veronica Donovan dans Chasse à l'homme). L'employé de l'hôtel vient à la porte lui demander de baisser le son de sa télévision. Tandis que Kellerman essaie tant bien que mal de se débarrasser de l'importun, Sara parvient à vider la baignoire. L'employé est intrigué par le bruit provenant de la salle de bain mais finit par s'en aller. Sara prend alors Kellerman par surprise en lui appliquant le fer à repasser brûlant sur le torse. Alors qu'il hurle de douleur, elle attrape ses affaires (dont la fameuse "clé") et réussit à s'échapper en atterrissant sur le pare-brise d'une voiture après avoir sauté par la fenêtre. Blessée, elle se réfugie dans des toilettes et tente de se recoudre le bras à vif.
Mahone a eu le temps de relever la plaque d'immatriculation de la voiture des fugitifs, il contacte les forces de police pour réussir à les faire arrêter. La police l'informe qu'un homme est actuellement à l'hôpital. Il s'agit du trafiquant de l'épisode Bolshoi Booze (2x11), qui avait été blessé par Sucre. Il accepte de révéler ce qu'il sait sur Michael Scofield en échange d'un arrangement. Mahone lui obtient plusieurs garanties mais excédé par ses exigences, perd patience et l'oblige brutalement à lui donner les précieuses informations. 
Michael et Lincoln se recueillent devant la tombe de leur père.  Ils regrettent de ne pas l'avoir connu plus tôt. Michael se sent responsable des nombreuses morts qui sont arrivées parce qu'il a cherché à sauver son frère. Lincoln le raisonne en lui disant que les véritables coupables sont les membres du Cartel et qu'ils vont continuer à verser le sang. Mais Michael ne peut s'empêcher de se demander qui d'eux ou le Cartel ont véritablement le sang sur les mains. 
Ils reprennent la route et arrivent près de la piste d'atterrissage où un avion Beechcraft vient se poser. Sucre se dirige vers l'appareil mais Michael l'informe que lui et Lincoln ont décidé de rester. Ils veulent sauver l'honneur de Lincoln et arrêter les manœuvres du Cartel. Sucre est surpris mais comprend cette décision, il salue les deux frères et grimpe dans l'avion. Pendant qu'il décolle, Michael en prévision des difficultés à venir demande à son frère s'il est prêt. Celui-ci lui confirme qu'il attend cela depuis des années. 
Ils remontent en voiture et cherchent un endroit où ils pourront capter le réseau. Michael veut ainsi contacter Sara au téléphone.
Mais l'agent Mahone veille et en apercevant l'avion dans les airs, il est persuadé que tous les fugitifs sont à l'intérieur. Il a demandé des chasseurs et est furieux de ne pas les voir. L'un d'eux est au même moment repéré par Michael et son frère. Michael s'inquiète immédiatement pour Sucre. La nuit tombée, Michael essaie tant bien que mal de capter un réseau. Il demande à Lincoln de faire demi-tour puis réussit enfin à obtenir une connexion. Au même moment, la voiture de Mahone percute violemment la leur. Celle-ci s'embrase et les deux frères doivent s'extirper immédiatement du véhicule. Michael aperçoit le téléphone par terre et rampe vers lui en murmurant "Sara". Mahone ne lui laisse pas le temps de le ramasser, il met en joue les deux frères. Au téléphone, on entend la voix de Sara qui a décroché et qui appelle Michael.
Kellerman quant à lui, ment à l'agent Kim en lui annonçant la mort de Sara. Mais celui-ci lui réclame aussitôt une photo du cadavre. Kellerman est pris au piège, il appelle les hôpitaux mais ne parvient pas à retrouver Sara. Il finit par rappeler l'agent Kim en lui avouant que Sara a disparu. Celui-ci n'accepte pas cet échec et lui informe qu'il n'a plus aucun lien avec le Cartel désormais. Inquiet, Kellerman essaie d'entrer en contact avec Caroline Reynolds mais celle-ci refuse de lui parler. Le nom de l'agent Kellerman a été rayé de l'administration, l'agent Kim s'emploie à effacer toutes les traces de son existence. Il est devenu un "fantôme".
On retrouve C-Note avec sa famille dans le Dakota du Nord. Ils vivent désormais tous les trois dans un camping-car qui leur permet de se déplacer. C-Note essaie de rassurer sa femme Kaycee en lui affirmant qu'il l'aime et qu'il est heureux qu'ils soient ensemble. Elle découvre peu après qu'il manque les médicaments de sa fille, ils doivent donc trouver une pharmacie assez rapidement. C-Note n'est pas rassuré par cette idée mais la santé de sa fille est en jeu. Il se gare discrètement près d'une pharmacie, tandis que sa femme va acheter les médicaments, munie de l'ordonnance qu'elle avait conservée. La pharmacienne s'étonne de l'absence de couverture sociale alors que les médicaments sont assez onéreux et remarque la nervosité de Kaycee. En préparant les médicaments, elle tombe en arrêt devant un journal posé sur son bureau. Les photos de Kaycee et de son mari font la une. La pharmacienne part prévenir la police et tente de gagner du temps. À l'extérieur, C-Note commence à s'inquiéter. Lorsque enfin, Kaycee sort de la pharmacie avec les médicaments, une voiture de police surgit. Kaycee a juste le temps de jeter discrètement les médicaments à la poubelle avant de se faire arrêter sous les yeux impuissants de C-Note.
À Tribune, Kansas. À la suite de l'assassinat de Geary dans l'épisode précédent, Bellick est interrogé au commissariat par l'inspectrice de police K. Slattery. Il raconte tout d'abord que lui et Geary étaient venus à Tribune pour faire un peu de tourisme. Il nie toute implication dans ce crime et affirme à l'inspectrice que Geary était un excellent ami. Il tente de l'amadouer en lui enjoignant de l'appeler par son prénom. Puis, Bellick décide d'avouer une partie de la vérité. Il révèle que lui et Geary avaient une piste pour attraper T-Bag et qu'ils comptaient partager la récompense offerte pour sa capture. Bellick fait comprendre à l'inspectrice que T-Bag est sans doute le meurtrier, il accepte de révéler tout ce qu'il sait sur le fugitif, sauf l'argent de Westmoreland.
Toutefois, l'inspectrice n'est pas convaincue par son explication sur sa blessure au front. Il lui ment de nouveau en lui déclarant qu'il s'est battu avec son ami. Pour paraître plus crédible, il fait semblant de pleurer, tout en mangeant son beignet au chocolat. Mais de nouveaux éléments sont apportés par un policier à Slattery: un ticket de carte bleue ensanglanté retrouvé près du corps de Geary. Le doigt de Geary était posé sur le nom du détenteur de la carte mentionné sur le ticket: il s'agit de Bellick. Un flashback (issu de l'épisode précédent) permet de confirmer que T-Bag est bien l'instigateur de cette mise en scène. Bellick clame son innocence et joue le tout pour le tout: il avoue enfin toute la vérité concernant les 5 millions de dollars de Westmoreland. Mais il est trop tard et le piège de T-Bag s'est refermé sur lui.

## Informations complémentaires

### Chronologie
- Sara a rencontré Michael le 3 juin dans l'épisode Rendez-vous (2x10). Dans cet épisode, il raconte à Lincoln et Aldo Burrows qu'il l'a vue la veille. Or, le post-it collé sur le mur dans le bureau de Mahone dans l'épisode Panama (2x20) mentionne que Sucre a pris l'avion pour le Mexique le 3 juin.

### Culture
- Lors de l'interrogatoire de Bellick, l'inspectrice Slattery lui demande si lui et Geary sont venus à Tribune « la jouer Brokeback » - « I don't care if you boys were out here whoopin' it without your wives or... going brokeback ». C'est une allusion au western homosexuel d'Ang Lee Le Secret de Brokeback Mountain.

### Divers
- T-Bag (en ne prenant pas en compte le flashback de Bellick), L.J. et Haywire n'apparaissent pas dans cet épisode.

## Accueil critique
Aux États-Unis, cet épisode a été suivi par 9,57 millions de téléspectateurs. C'est la série la plus regardée devant How I Met Your Mother. 
Comme le feuilleton suit plusieurs personnages, certains critiques ont commenté chaque histoire séparée. Un chroniqueur du Entertainment Weekly a précisé que bien que l'histoire concernant les agents Kim et Kellerman était nécessaire, c'était « Boring? Beyond words. » (« Ennuyeux? Au-delà des mots. »). Le même commentaire a été fait par la chroniqueuse du TV Guide sur l'histoire de C-Note. Elle a précisé qu'elle « just not that invested in his story » « ne s'était simplement pas investie dans cette histoire ») parce que le personnage est complètement coupé du reste des autres évadés et qu'il est beaucoup moins intéressant que T-Bag, qui a pourtant lui aussi sa propre histoire.
Sur les autres aspects de l'épisode, le critique du Arizona Daily Star a recommandé la séquence de pré-générique, en déclarant que « "Prison Break" is now at the top of the list for sheer shock value and tight storytelling » (« "Prison Break" est maintenant en haut de la liste pour sa capacité de provoquer de véritables chocs et une intrigue fermement tenue »). Cette séquence comprend des révélations sur le passé de Michael et la fuite de Sara des griffes de Kellerman. Il y a également plusieurs commentaires sur la décision de Michael et Lincoln d'arrêter de courir et de mettre hors d'état de nuire le Cartel. Le critique de IGN a écrit que cela « changes the direction of the show completely, and should provide fans with even more exciting dramatic possibilities in future episodes » (« changeait complètement la direction du feuilleton et devrait fournir aux fans d'excitantes et dramatiques options dans les futurs épisodes. »). Toutefois, le critique du  Arizona Daily Star désapprouve la décision des frères de rester et estime que c'était « was a dumb choice » (« un choix débile »).
Enfin, l'épisode a reçu une note globale de 9.8/10 de IGN et un "B+" du The San Diego Union-Tribune, les deux chroniqueurs ont précisé que c'était « an eventful episode » (« un épisode évènement »).